# کلر پپلو
کلر پپلو (انگلیسی: Clare Peploe; ۲۰ اکتبر ۱۹۴۱ – ۲۳ ژوئن ۲۰۲۱) کارگردان فیلم و فیلم‌نامه‌نویس بریتانیایی-ایتالیایی بود. وی بین سال‌های ۱۹۶۲ تا ۲۰۱۸ میلادی فعالیت می‌کرد.

## فیلم‌شناسی

### فیلم‌نامه‌نویس
- نقطه زابریسکی (۱۹۷۰)
- La Luna (۱۹۷۹)
- جادوی خشن (۱۹۹۵)
- محصور (۱۹۹۸)
- The Triumph of Love (۲۰۰۱)

### کارگردان
- Couples and Robbers (۱۹۸۱)
- فصل بالا (۱۹۸۷)
- جادوی خشن (۱۹۹۵)
- The Triumph of Love (۲۰۰۱)